# سهره جنگلی آبی
سهره جنگلی آبی (نام علمی: Fringilla teydea) نام یک گونه از سرده سهره‌های جنگلی است.